# Обнуление президентских сроков
Обнуление президентских сроков — практика пересмотра конституционных ограничений, позволяющая действующему главе государства продлить максимальный срок своих полномочий. Реализуется, в основном, изменением конституции (внесение поправок или принятие новой).
В терминах публичного права это означает, что речь идёт о «политическом вопросе», который лежит за пределами правового регулирования и остаётся на усмотрение законодателя.
Обнуление счисления президентских сроков является популярным методом консолидации власти у президентов во многих странах Африки, в частности, успешно применялось в Бурунди, Гвинее, Египте, Камеруне, Коморских Островах, Чаде, Конго, Джибути, Габоне, Намибии, Судане, Того, Уганде, Буркина-Фасо, Нигере, Руанде, Сенегале, в ряде стран Латинской Америки, а также на постсоветском пространстве: в Кыргызстане, России, Таджикистане, Узбекистане.
Вопрос о числе сроков, в течение которых одно и то же лицо может занимать должность президента, решается в России Конституционным судом. Так, суд в 1998 году не подтвердил Борису Ельцину права избираться на третий срок в силу действовавших тогда конституционных норм, но в 2020 году подтвердил возможность внесения «обнуляющих» поправок и право Владимира Путина в пятый раз (третий раз подряд) участвовать в выборах главы государства на основе этих новых конституционных норм.

## Статистика
В период с 1945 по 2018 год расширения сроков президентских полномочий (исп. continuísmo) предпринимались, по данным А. Батуро, в 129 случаях 95 президентами. Из них частичное или полное обнуление предыдущих сроков (так называемая «дедушкина поправка») наблюдалось в 26 случаях, в половине из них дополнительно увеличивая продолжительность президентского срока в момент обнуления или ранее. Батуро, вслед за Брюсом Бендером, выделяет два вида «дедушкиных оговорок» применительно к ограничению сроков: полная оговорка, когда после изменения конституции или принятия новой ограничения сроков правления не применяются к нынешним президентам, и частичную, когда из учёта сроков исключаются прошедшие сроки полномочий.
По данным исследования 2019 года, изучавшего стратегии 234 инкумбентов в 106 странах, в период с 2000 года предпринималось множество попыток сохранения у власти за пределами ранее действовавших ограничений. Вне развитых демократий подобные попытки предпринимались почти половиной президентов, при этом они сопровождались номинальным уважением к конституционным правилам и процедурам. Две трети из них предпринимали попытку изменения конституции, также производилась интерпретация ограничений судами. В ряде случаев принималась новая конституция с допущением, что исчисление сроков должно начинаться с нуля. Около трети попыток остаться у власти были безуспешны, чаще всего встречая широкое сопротивление. Суды, в основном, были неэффективны для поддержания в действии ограничений на сроки правления, часто подтверждая президентские попытки остаться у власти.
Среди 60 попыток остаться у власти 40 были связаны с поправками в конституцию (60 % успеха, 25 случаев), 5 — создание новой конституции (все успешны), 6 — судебная реинтерпретация ограничений (5 успешных), 6 случаев назначения преемника с сохранением неформального контроля (2 успеха), 3 случая переноса выборов на более поздний срок (все успешны). Стратегии могли комбинироваться.
Изменения конституции для расширения сроков полномочий различны. Наиболее радикальным является удаление ограничений на сроки правления (16 из 40, все успешны). В случаях, когда у президента недостаточно власти для полной отмены ограничений, может применяться продление сроков (особенно популярно в Латинской Америке, где конституции обычно допускают лишь один срок). Исследование нашло 15 попыток добавления новых сроков, из которых 11 были неуспешными. В 4 случаях происходили попытки удлинения каждого из сроков правления, из них успешны 2. В трех случаях изменения формулировались так, чтобы применяться лишь к действующим президентам.
В случаях принятия новой конституции применяется принцип: ограничения из нового текста применяются не ретроактивно, а только перспективно. Исчисление сроков начинается заново. Исследователи нашли 8 попыток такой стратегии с 2000 года (3 — как вспомогательные стратегии), все попытки были успешны. Из-за того, что новая конституция обычно не содержит явного разрешения на переизбрания, для подтверждения обнуления сроков часто вовлекается конституционный суд (5 из 7).

## Исторические примеры

### Азербайджан
В 1995 году была принята первая Конституция независимого Азербайджана, 101-я статья которой определяла, что президент страны избирается на 5-летний срок и никто не может избираться на этот пост на более чем два срока. В октябре 2003 года в связи с истечением срока полномочий Президента Азербайджана Гейдара Алиева состоялись президентские выборы, на которых в первом туре и с большим отрывом победил премьер-министр Азербайджана и сын Гейдара Алиева — Ильхам Алиев. В 2008 году вновь состоялись президентские выборы, на которых опять в первом туре победил Ильхам Алиев, став президентом страны во второй раз.
В марте 2009 года в Азербайджане прошёл всенародный референдум, на котором были приняты поправки к 29 статьям Конституции, включая поправку в статью 101, отменявшую ограничение в два президентских срока. На прошедших в 2013 году президентских выборах Ильхам Алиев одержал убедительную победу, став президентом Азербайджана в третий раз. В 2016 году состоялся всенародный референдум, на котором срок президентских полномочий был увеличен с 5 до 7 лет. В 2018 году на президентских выборах Ильхам Алиев набрал 86,22 % голосов, став президентом страны в четвёртый раз. В 2024 году на президентских выборах набрал 92,12 % голосов, став президентом в пятый раз.

### Беларусь
15 марта 1994 года Верховный Совет принял новую конституцию Белоруссии, согласно которой (статья 81), Президент избирается народом на 5 лет и «одно и то же лицо может быть Президентом не более двух сроков». На июнь 1994 года были назначены президентские выборы, на которых победу одержал Александр Лукашенко.
24 ноября 1996 года состоялся референдум, второй вопрос которого звучал так: «Принять Конституцию Республики Беларусь 1994 года с изменениями и дополнениями (новая редакция Конституции Республики Беларусь), предложенными Президентом Республики Беларусь А. Г. Лукашенко». Поправки в конституцию страны были приняты. Согласно же статье 144 конституции 1996 года: «Президент Республики Беларусь сохраняет свои полномочия. Срок его полномочий исчисляется со дня вступления в силу настоящей Конституции». Таким образом, из-за того, что в 1996 году срок у Лукашенко и так был первым, «обнуление» повлияло лишь на длительность этого срока — следующие выборы передвинулись на два года — с 1999 на 2001 год.
В 2001 году Лукашенко победил на выборах во второй раз, а в 2004 году инициировал референдум по изъятию из конституции страны ограничения на количество президентских сроков. На выборах 2006, 2010, 2015 и 2020 годов Лукашенко был избран президентом Республики Беларусь опять. В 2025 году занял пост в седьмой раз.

### Боливия
Эво Моралес был избран президентом Боливии в 2005 году. В 2009 году в стране была принята новая конституция, изменившая название страны с «Республики Боливия» на «Многонациональное государство Боливия» и назначившая новые президентские выборы на декабрь. На этих выборах Моралес вновь победил, став президентом во второй раз.
В апреле 2013 года глава Конституционного суда Боливии заявил, что в «Многонациональном государстве Боливия» текущий президентский мандат Моралеса считается первым, а не вторым, так как новая конституция 2009 года открыла в стране «новую политико-юридическую эру». В 2014 году Моралес был допущен к участию в президентских выборах и победил на них, став президентом формально во второй раз, а фактически — в третий.
В феврале 2016 года в Боливии прошёл конституционный референдум о возможности Эво Моралеса в четвёртый раз участвовать в выборах через отмену ограничения быть президентом два срока подряд. По итогам голосования большинство избирателей высказалось против отмены ограничения на количество президентских сроков, на что Правительство Моралеса заявило, что результаты референдума не имеют силы, так как против Моралеса проводилась руководившаяся из США пропагандистская кампания.
Несмотря на результат референдума, Верховный суд страны со ссылкой на ст. 23 Американской конвенции о правах человека в декабре 2017 года принял решение о том, что все государственные должности не будут иметь ограничений по срокам, несмотря на то, что было установлено в конституции. Это позволило Моралесу баллотироваться на четвёртый срок.
Моралес принял участие в выборах в октябре 2019 года. Однако, когда после проведения голосования было объявлено, что в первом туре победил действующий президент Эво Моралес, это привело к массовым протестам, в результате которых Моралес подал в отставку и покинул Боливию, а результаты президентских выборов были отменены. В декабре 2019 года против бывшего главы Боливии были выдвинуты обвинения в уголовных преступлениях и выписан ордер на его арест. Моралес вынужден был год скрываться в Аргентине до тех пор, пока на президентских выборах в ноябре 2020 года не победил его соратник Луис Арсе.

### Буркина-Фасо
В 1987 году министр юстиции Буркина-Фасо Блез Компаоре организовал военный переворот, в ходе которого глава страны — председатель Национального совета революции Тома Санкара был убит, а Компаоре стал президентом.
В июне 1991 года в Буркина-Фасо прошёл референдум, по итогам которого была принята новая конституция, установившая два 7-летних президентских срока. А в декабре того же года состоялись президентские выборы, победу на которых одержал единственный кандидат — действующий президент страны Блез Компаоре. На следующих президентских выборах, прошедших в 1998 году, Компаоре был переизбран.
В 2000 году в конституцию была внесена поправка, сокращавшая президентский срок с 7 до 5 лет. Благодаря этому Верховный суд Буркина-Фасо постановил, что поправка конституции 2000 года не может действовать задним числом, а поэтому число президентских сроков обнуляется и действующий президент может баллотироваться на новый срок.
В 2005 и 2010 годах в Буркина-Фасо состоялись президентские выборы, на которых Компаоре вновь победил. Однако в выборах 2015 он уже не имел права участвовать, так как два президентских срока после «обнуления» у него к тому времени уже истекли бы. Тогда Компаоре попытался вновь изменить конституцию с целью остаться у власти как минимум ещё на пять лет. Это вызвало взрыв общественного негодования и спровоцировало народное восстание и военный переворот. В результате Компаоре отказался от власти и бежал из страны в Кот-д’Ивуар.

### Бурунди
Пьер Нкурунзиза после победы своей партии на парламентских выборах 2005 года был выдвинут единственным кандидатом в президенты Бурунди. Большинство членов парламента проголосовало за него и Нкурунзиза был избран на пятилетний срок. В 2010 году состоялись первые в истории страны президентские выборы, на которых президент избирался уже населением страны, а не парламентом. Изначально на выборах должно было быть семь кандидатов, но шесть из них отказались от участия и единственным кандидатом остался Пьер Нкурунзиза, который и стал президентом Бурунди во второй раз.
В апреле 2015 года Нкурунзиза объявил, что будет добиваться третьего срока в должности президента. Хотя оппозиция заявила, что попытка Нкурунзизы продлить свой срок противоречит конституции, поскольку она запрещает президенту баллотироваться на третий срок, его союзники заявили, что его первый срок не считается, поскольку он был избран парламентом, а не народом. В мае 2015 года конституционный суд Бурунди разрешил действующему президенту страны Пьеру Нкурунзизе баллотироваться на третий срок. На выборах 2015 года Нкурунзиза вновь одержал победу.
21 мая 2018 года была принята новая конституция Бурунди, позволяющая Нкурунзизе «обнулить» срок его полномочий начиная с 2020 года. 20 мая 2020 прошли выборы, но Нкурунзиза в них не участвовал, следующий президентский срок начинается в августе. Скончался в 2020 году на посту президента страны.

### Венесуэла
В феврале 1999 года Уго Чавес одержал победу на президентских выборах в Венесуэле и начал процесс по изменению конституции страны. В декабре 1999 года состоялся референдум, в котором большинство избирателей поддержало новый закон. По новой конституции для легитимизации главы государства и правительства были необходимы выборы, состоявшиеся в июле 2000 года, на которых Чавес вновь одержал победу. В декабре 2006 году состоялись выборы президента Венесуэлы, на которых опять победил Чавес, пошедший на второй срок со времени принятия новой конституции, а de facto — на третий срок.
В феврале 2009 года Чавес объявил о своём намерении баллотироваться по истечении своего срока в 2013 году и править до 2030 года. Так как по конституции 1999 года Чавесу было запрещено выдвигать свою кандидатуру, то в феврале 2009 года на референдум было вынесено предложение об отмене ограничения в два срока для всех выборных должностей, в том числе и президента. Большинством голосов избирателей поправки были приняты.
В октябре 2012 года Чавес вновь победил на выборах и стал президентом Венесуэлы в четвёртый раз. Однако, назначенная на 10 января 2013 года инагурация была отложена по состоянию здоровья Чавеса. Бывший посол Панамы в Организации американских государств заявил, что 31 декабря 2012 у Чавеса произошла смерть мозга, но официальные лица отрицали сообщения о кончине президента. 5 марта 2013 года Чавес скончался, так официально и не вступив в должность президента.

### Гвинея
В 2010 году гвинейский политик Альфа Конде одержал победу на выборах и стал президентом Гвинеи. В 2015 году он был переизбран на второй срок. В декабре 2019 года Конде представил проект новой конституции, который позволял ему быть избранным президентом на третий срок. Поправки в конституцию, обнуляющие два предыдущих президентских срока Конде, были одобрены на референдуме в марте 2020 года. В октябре 2020 года состоялись президентские выборы, на которых победил А. Конде, став президентом в третий раз. 5 сентября 2021 года Альфа Конде был свергнут и взят под стражу в результате военного переворота.

### Гондурас
В 2005 году Мануэль Селайя победил на выборах и стал президентом Гондураса. Конституция страны, принятая в 1982 году, предусматривала возможность только одного президентского срока длительностью в 4 года. Однако в марте 2009 года Мануэль Селайя выразил желание баллотироваться на пост президента во второй раз. Для этого он запланировал проведение в июне 2009 года референдума для изменения конституции. Эти действия спровоцировали политический кризис, что привело к аресту Селайи по постановлению Верховного суда Гондураса.
Однако, спустя шесть лет, в апреле 2015 года Верховный суд Гондураса единогласно разрешил переизбрание президента на второй срок, что позволило действующему в то время президенту Хуану Орландо Эрнандесу, избранному в 2014 году, баллотироваться повторно. В 2018 году Эрнандес стал президентом Гондураса во второй раз. Срок его полномочий закончился в 2022 году.

### Египет
Абдул-Фаттах Ас-Сиси стал президентом Египта в 2014 году. В 2018 году в Египте прошли очередные президентские выборы, на которых Ас-Сиси вновь победил, набрав 97,08 % голосов.
В апреле 2019 года в Египте прошёл конституционный референдум, на котором избиратели продлили срок президентских полномочий с четырёх до шести лет. Кроме того, были «обнулены» президентские сроки Ас-Сиси, что позволяет ему баллотироваться в президенты Египта в третий и четвёртый раз, соответственно, в 2024 и 2030 годах.

### Казахстан
В апреле 1990 года Верховный Совет Казахской ССР учредил должность президента Казахской ССР и избрал на эту должность Нурсултана Назарбаева, который на тот момент уже являлся фактическим руководителем Казахстана, будучи Первым секретарём ЦК Коммунистической партии Казахской ССР.
1 декабря 1991 года состоялись первые всенародные выборы президента Казахской ССР. Выборы были безальтернативными, единственный кандидат — Нурсултан Назарбаев — победил с 98,78 % голосов. Уже 10 декабря 1991 года Назарбаев переименовал Казахскую ССР в Казахстан, а 16 декабря Верховный Совет провозгласил независимость Казахстана.
В 1993 году Верховный Совет принял новую конституцию, заменившую прежнюю, действовавшую ещё с советского времени. По этой конституции пребывание одного человека в должности президента было ограничено двумя сроками по пять лет каждый.
В апреле 1995 года в Казахстане состоялся референдум по продлению полномочий президента, который продлил президентские полномочия Назарбаева до 1 декабря 2000 года.
В августе 1995 года в стране прошёл конституционный референдум, на котором была принята новая Конституция Казахстана. В новой конституции также имелось ограничение, что «одно и то же лицо не может быть избрано Президентом Республики более двух раз подряд» (п. 5 статьи 42). В октябре 1998 года в Конституцию были внесены поправки, снимающие верхнее ограничение по возрасту в 65 лет и увеличивающие срок президентских полномочий с 5 до 7 лет.
В 1999 году состоялись президентские выборы, на которых вновь победил Нурсултан Назарбаев. Возник вопрос, имеет ли право Назарбаев принять участие в следующих президентских выборах. Для получения ответа на этот вопрос в Конституционный совет Республики Казахстан обратилась председатель Комитета по законодательству и судебно-правовой реформе Мажилиса Парламента Казахстана Жалыбина С. М., и 20 июня 2000 года, после рассмотрения данного вопроса, Конституционный совет постановил, что ограничение на два президентских срока подряд «не распространяется на лицо, осуществлявшее полномочия Президента Казахской ССР и Республики Казахстан до избрания его на эту должность 10 января 1999 года в соответствии с Конституцией Республики 1995 года», то есть избрание Назарбаева президентом в 1999 году является его первым президентским сроком, а не вторым.
В 2005 году состоялись третьи выборы президента Казахстана, на которых опять победил Назарбаев, став президентом формально лишь во второй раз. Тем не менее это должен был бы быть его последний президентский срок, но в 2007 году в конституцию Казахстана вновь были внесены изменения: срок президентских полномочий был сокращён с 7 до 5 лет, а в пункт 5 статьи 42, ограничивающий президентские полномочия двумя сроками подряд, была добавлена фраза «настоящее ограничение не распространяется на Первого Президента Республики Казахстан», что полностью отменило ограничения на число президентских сроков лично для Назарбаева.
В 2011 году Назарбаев вновь победил на четвёртых выборах. Победил он и на пятых президентских выборах в 2015 году.
В марте 2019 года Нурсултан Назарбаев по собственному желанию сложил с себя полномочия президента Казахстана, но сохранил за собой пост главы Совета безопасности страны, члена Конституционного совета Казахстана и председателя правящей партии «Нур Отан». В 2022 году после массовых протестов и беспорядков Назарбаев был снят с этих постов, а впоследствии лишён званий «елбасы» и «почётный сенатор».

### Кыргызстан
Аскар Акаев в октябре 1991 года был избран на должность президента Киргизской ССР. После распада СССР в октябре 1991 года состоялись президентские выборы, на которых Аскар Акаев был единственным кандидатом и победил, став первым президентом независимой Киргизии. В 1994 году в Киргизии состоялся референдум, на котором избиратели подтвердили, что Акаев был избран демократически и является президентом Киргизии.
В мае 1993 года была принята новая конституция Киргизии. А в 1995 году состоялись вторые президентские выборы, на которых вновь победил Акаев и пошёл на второй срок.
В 1998 году группа депутатов подала запрос в Конституционный суд Киргизии с просьбой разъяснить, является текущий срок Акаева вторым или первым. Имеет ли он право участвовать в выборах 2000 года, когда конституция страны накладывает ограничение в два президентских срока? Конституционный суд рассмотрел вопрос и решил, что «по истечении первого срока президентского мандата Президент Кыргызской Республики Аскар Акаев, в соответствии с пунктом 2 статьи 43 Конституции Кыргызской Республики, вправе избираться Президентом Кыргызской Республики на очередных выборах в 2000 году».
В октябре 2000 года состоялись выборы и Акаев был избран президентом Киргизии формально на второй, а фактически — на третий срок. В 2003 году состоялся референдум, на котором в конституцию были внесены поправки, расширяющие полномочия президента, а также избиратели позволили Акаеву оставаться в должности президента до 2005 года. В сентябре 2004 года киргизская парламентская оппозиция направила в конституционный суд страны запрос о правомочности выдвижения кандидатуры действующего президента Аскара Акаева на четвёртый срок в 2005 году, но конституционный суд отказался рассматривать этот запрос.
В марте 2005 года за несколько месяцев до начала президентских выборов, на которых бы мог участвовать Акаев, в Киргизии начались акции народного протеста, названного «Тюльпановой революцией». Одним из основных требований протестующих была отставка Акаева. В ходе Тюльпановой революции была разгромлена резиденция Акаева, но ему самому удалось бежать из Киргизии в Россию. В апреле 2005 года Акаев в Москве подписал протокол о досрочном сложении с себя полномочий президента «в соответствии с собственным заявлением». Генеральная прокуратура Киргизской Республики после бегства Акаева возбудила уголовные дела в отношении него и членов его семьи, отправив в Российскую Федерацию соответствующие запросы о выдаче. Однако Акаев выдан не был и в настоящее время продолжает жить в России.

### Колумбия
Альваро Урибе Велес в мае 2002 года одержал победу на президентских выборах в Колумбии, набрав в первом туре 53,6 % голосов. Спустя 4 года, на президентских выборах в мае 2006 года он в первом же туре набрал 62,2 % голосов и вновь был избран главой государства во второй раз.
В августе 2009 года верхняя палата Национального конгресса Колумбии (Сенат), где партия Урибе имела большинство, одобрила решение провести референдум по вопросу о внесении поправки в конституцию страны о продлении срока полномочий президента, дающее президенту возможность остаться на своём посту ещё на один 4-летний срок. В сентябре 2009 года Палата представителей, где также было большинство у Урибе, одобрила это решение. Однако, в феврале 2010 года Конституционный суд Колумбии вынес решение, согласно которому проведение такого референдума противоречило бы Конституции страны. В результате этого решения Урибе не смог баллотироваться на ещё один президентский срок. Следующие президентские выборы состоялись в мае 2010 года, победу на которых одержал один из соратников Урибе — Мануэль Сантос.

### Коморы
В 2016 году, после десятилетнего перерыва, Азали Ассумани вновь стал президентом Комор, победив на выборах. Через некоторое время Ассумани инициировал конституционный референдум, в случае принятия которого было бы отменено правило ротации представителей трех островов, составляющих Союз Коморских Островов, на посту президента после каждых выборов, и президент Комор избирался бы на всеобщих выборах не более чем на два срока подряд (вместо одного срока ранее). Референдум, прошедший 20 июля 2018 года, завершился одобрением предложенных поправок большинством голосов. Как следствие, в 2019 году состоялись внеочередные выборы президента, которые Ассумани вновь выиграл. 
Несмотря на вторую победу подряд, из-за принятых поправок в конституцию президентство Ассумани в 2019—2024 годах рассматривалось как его первый срок, что позволило ему вновь выставить свою кандидатуру на президентских выборах 2024 года. Право действующего президента вновь избираться было подтверждено в конце 2023 года решением Конституционного суда Комор. По итогам голосования Ассумани одержал свою третью победу подряд и заступил на новый президентский срок.

### Нигер
Мамаду Танджа в 1999 году стал президентом Нигера, а в 2004 году он был переизбран на второй 5-летний президентский срок.
В 2008 году Танджа начал готовиться к продлению своих полномочий. Его попытки легализовать возможность «третьего срока» законными путями провалились, после чего в июне 2009 года президент распустил парламент, и объявил, что управление страной будет осуществляться на основании президентских указов. Чуть позже Танджа распустил и Конституционный суд, набрав новый состав, который был ему полностью лоялен. В августе 2009 года был организован референдум, по результатам которого действующая конституция Нигера была отменена и объявлен 3-летний переходный период к «новой президентской республике». Танджа должен был остаться президентом до декабря 2012 года, тогда же должна была быть подготовлена новая конституция.
Однако в феврале 2010 года в результате военного переворота Танжа был свергнут, а в январе 2011 года он был этапирован в тюрьму.

### Никарагуа
Даниэль Ортега, один из лидеров Сандинистской революции в Никарагуа 1979 года, после длительного перерыва стал президентом Никарагуа по результатам выборов 2006 года. В октябре 2009 года Верховный Суд Никарагуа отменил положения конституции страны, запрещающие баллотироваться на второй президентский срок подряд. На следующих выборах в 2011 году Ортега вновь одержал победу. В 2014 году Национальная ассамблея Никарагуа, на более чем две трети состоявшая из членов президентской партии СФНО, одобрила поправки в конституцию, позволявшие президенту баллотироваться на неограниченное число сроков подряд. В дальнейшей Ортега переизберется на третий и четвертый сроки подряд на выборах 2016 и 2021 годов соответственно. Оформившаяся в Никарагуа личная диктатура Ортеги стала одной из причин протестов 2018 года, подавление которых привело к сотням жертв среди протестующих.

### Перу
Альберто Фухимори в 1990 году был избран президентом Перу, а в 1995 году был избран президентом страны на второй срок. Так как законодательство Перу ограничивало число возможных президентских сроков двумя по пять лет каждый, то Фухимори, желая сохранить за собой власть и после 2000 года, в августе 1996 года инициировал принятие Конгрессом закона, позволившего ему «обнулить» сроки и баллотироваться на третий срок. Так как Конгресс контролировался его партией, то закон был принят.
На выборах 2000 года Фухимори одержал победу. Однако возникшие акции протеста вынудили Фухимори в том же году бежать в Японию и объявить о своей отставке, Конгресс не принял его отставки и подавляющим числом голосов отрешил Фухимори от должности «за моральную несостоятельность». Против Фухимори прокуратурой Перу было возбуждено несколько уголовных дел. В 2007 году по линии Интерпола Фухимори был арестован и экстрадирован в Перу. В итоге Фухимори был приговорён к 25-летнему тюремному заключению.

### Россия
12 июня 1991 года Борис Ельцин был избран президентом РСФСР. 8 декабря 1991 года Ельцин, а также президенты УССР и БССР подписали так называемое Беловежское соглашение о создании Содружества Независимых Государств, в преамбуле которого заявлялось, что «Союз ССР как субъект международного права и геополитическая реальность прекращает своё существование». 12 декабря 1991 года соглашение было ратифицировано Верховным Советом РСФСР. А 25 декабря 1991 года, с отставкой президента СССР Михаила Горбачёва, Борис Ельцин получил всю полноту президентской власти в России. Ельцин инициировал процесс создания новой конституции страны и 12 декабря 1993 года состоялся референдум, на котором проект конституции был одобрен избирателями.
В 1996 году состоялись выборы президента Российской Федерации, на которых Ельцин одержал победу. Поскольку конституция 1993 года содержала положение (ст. 81, ч. 3), согласно которому одно и то же лицо не может занимать должность Президента Российской Федерации более двух сроков подряд, возник вопрос: имеет ли право Ельцин участвовать в выборах 2000 года. Так как в 1996 году Ельцин формально впервые участвовал в выборах Президента РФ, хотя и де-факто являлся президентом страны с 1991 года, возникла необходимость прояснить, является ли его президентский срок вторым или первым. Государственная Дума в лице депутатов А. К. Захарова и Е. Б. Мизулиной, а также постоянного представителя Государственной Думы в Конституционном Суде Российской Федерации В. В. Лазарева обратились с запросом в Конституционный суд РФ. 5 ноября 1998 года Конституционный суд вынес определение, в котором указал, что «избиратели, голосуя в 1996 году за кандидатуру действовавшего Президента Российской Федерации, исходили из того, что избирают его на второй срок полномочий» и что «Президент Российской Федерации до выборов в июне-июле 1996 года осуществлял свои полномочия первый срок и был в 1996 году избран на второй срок подряд». Тем самым Конституционный суд Российской Федерации установил, что никакой неопределённости в трактовке Конституции нет, а также отметил, что данное определение «окончательно, не подлежит обжалованию, вступает в силу немедленно после его провозглашения, является общеобязательным, действует непосредственно и не требует подтверждения другими органами и должностными лицами». Соответственно, Ельцин потерял возможность участвовать в выборах 2000 года и в декабре 1999 года ушёл в отставку.
11 марта 2020 года Государственная Дума РФ приняла в третьем чтении поправки в Конституцию. Одна из поправок, предложенная депутатом В. В. Терешковой, гласит: «Положение части 3 статьи 81 Конституции Российской Федерации, ограничивающее число сроков, в течение которых одно и то же лицо может занимать должность Президента Российской Федерации, применяется к лицу, занимавшему и (или) занимающему должность Президента Российской Федерации, без учёта числа сроков, в течение которых оно занимало и (или) занимает эту должность на момент вступления в силу поправки к Конституции Российской Федерации, вносящей соответствующее ограничение, и не исключает для него возможность занимать должность Президента России в течение сроков, допустимых указанным положением». Таким образом, после окончательного принятия этого закона второй срок нахождения Владимира Путина на посту президента России был «обнулён», то есть его президентские полномочия до 2024 года стали рассматриваться как «нулевой» срок, что дало ему возможность участвовать в президентских выборах 2024 года, от которой он отказываться не стал, и которой он, возможно, воспользуется в 2030 году.
По мнению специалиста по конституционному праву Ольги Кряжковой, которая также подписала обращение в Совет Европы (Венецианская комиссия) с требованием «провести срочную правовую экспертизу изменений в Конституции РФ», «вопрос в том, к защите чего именно суд склонится: права людей на сменяемость власти или права конкретного лица остаться на президентской должности ещё на двенадцать лет» с учётом конкретно-исторических условий. Мнение Венецианской комиссии, каким бы оно ни было, носит лишь рекомендательный характер.
Результаты исследования «Левада-Центр» показали, что мнения россиян о поправке в Конституцию об обнулении президентских сроков разделились почти поровну: новую норму, позволяющую Владимиру Путину после 2024 года избраться ещё на два срока, одобряют 48 % опрошенных, не одобряют — 47 %. И это, по мнению политолога Алексея Зудина, реальное противоречие между ценностью сменяемости и преемственности власти.

### Сенегал
Абдулай Вад в 2000 году одержал победу на президентских выборах в Сенегале. В 2001 году была принята новая конституция страны, вводившая пятилетний президентский срок, причём сам Вад получил право оставаться на посту в течение семи лет. 11 марта 2007 года состоялись новые президентские выборы, на которых Абдулай Вад победил в первом туре, став президентом во второй раз.
В 2008 году Демократическая партия Сенегала, возглавлявшаяся Вадом, провела через парламент закон, увеличивающий срок президентских полномочий до семи лет. А в 2012 году, в возрасте 85 лет, Вад выразил желание баллотироваться на третий срок, что встретило сопротивление со стороны всех оппозиционных сил. Однако Конституционный суд Сенегала отклонил иск объединённой оппозиции, заявлявшей о незаконности выдвижения Абдулаем Вадом своей кандидатуры на пост главы государства, посчитав, что принятие новой конституции в 2001 году «обнулило» сроки и в 2012 году Вад пойдёт не на третий, а лишь на второй срок.
В 2012 году Абдулай Вад принял участие в президентских выборах, но проиграл их.

### Таджикистан
В 1994 году в Таджикистане состоялись первые президентские выборы, на которых победил Эмомали Рахмонов — председатель Верховного Совета Республики Таджикистан и фактически действующий глава государства. В 1999 году состоялись вторые в истории страны выборы президента, на которых также победил Рахмонов.
За два месяца до выборов 1999 года в Таджикистане прошёл конституционный референдум, на котором избиратели одобрили поправку в конституцию, увеличивающую срок полномочий президента республики с 5 до 7 лет. А в 2003 году в Таджикистане состоялся ещё один конституционный референдум, в котором избиратели одобрили 56 поправок в конституцию страны, в том числе и поправку, «обнуляющую» сроки у действующего президента.
В 2006 году на третьих выборах президента Рахмонов вновь победил, получив 79 % голосов, и пошёл на «первый срок», затем сменив фамилию на Рахмон. В 2013 году на четвёртых выборах победа снова досталась Эмомали Рахмону (84 %) и он стал президентом формально во «второй» раз. С 25 декабря 2015 года носит пожизненный титул «Пешво́и милла́т», что означает «Лидер нации», полностью — «Основатель мира и национального единства — Лидер нации».
В 2016 году в Таджикистане прошёл конституционный референдум, на котором избиратели одобрили поправку, разрешающую действующему президенту Эмомали Рахмону баллотироваться на переизбрание неограниченное количество раз. В 2020 году он победил на очередных выборах, набрав 91 %, и стал президентом Таджикистана в пятый раз. Старший сын Рахмона — Рустами Эмомали — рассматривается как вероятный преемник своего отца на посту президента.

### Узбекистан
В 1990 году прошли выборы президента Узбекской ССР, на которых в отсутствие каких-либо иных кандидатов победил фактический руководитель республики Первый секретарь ЦК Коммунистической партии Узбекской ССР Ислам Каримов. После распада СССР в 1991 году состоялись выборы президента Узбекистана, на которых победил Ислам Каримов, став первым президентом Узбекистана.
В 1995 году вместо выборов президента в Узбекистане прошёл референдум о продлении полномочий президента до 2000 года. В 2000 году состоялись президентские выборы, на которых Каримов одержал победу и пошёл формально на второй срок. В 2002 году состоялся конституционный референдум, в котором избиратели проголосовали за изменение срока полномочий президента с 5 до 7 лет.
В 2007 году в Узбекистане прошли президентские выборы, в которых Ислам Каримов формально участвовать не имел права, однако был зарегистрирован кандидатом и победил на выборах. Какого-либо официального юридического объяснения, оправдывающее кандидатуру Каримова, в свете конституционного ограничения в два срока для президентов, дано не было. Однако было высказано предположение, что, поскольку Каримов отбывал только один семилетний срок, он имеет право баллотироваться на второй семилетний срок; по этой причине его первый срок не будет учитываться при расчёте.
В 2015 году состоялись очередные выборы президента Узбекистана, на которые снова была выдвинута кандидатура Каримова. Центральная избирательная комиссия разрешила Каримову баллотироваться, утверждая, что Каримов отбыл только один срок с момента принятия конституции в 2002 году, и что его предыдущие два срока до этого не должны учитываться. В марте 2015 года состоялись выборы, на которых Каримов победил, набрав 90,39 % голосов.
В сентябре 2016 года Каримов скончался от инсульта, его преемником стал Шавкат Мирзиёев. В 2021 году он вновь переизбрался на свой второй срок. На следующий год узбекистанские власти опубликовали проект поправок в конституцию страны, среди которых было и новое увеличение срока правления президента до 7 лет, при этом ограничение в два срока осталось; однако для действующего президента первые два срока не учитываются. Референдум прошёл 30 апреля 2023 года, 90,2 % избирателей поддержали поправки. На следующий день обновлённая редакция конституции вступила в силу. Второй срок Мирзиёева должен был закончиться в 2026 году, но он решил пойти на досрочные выборы в июле 2023 года, на которых он победил. Таким образом, Шавкат Мирзиёев теоретически может пребывать на своём посту до 2037 года.

### Украина
В 1994 году на выборах президента Украины победил Леонид Кучма. В 1996 году была принята новая конституция Украины. А в 1999 году Кучма снова победил на выборах и пошёл на второй срок.
В 2003 году Конституционный суд Украины огласил решение, согласно которому действующий президент Леонид Кучма может участвовать в выборах главы украинского государства в 2004 году, несмотря на существующее ограничение не более двух президентских сроков подряд. По мнению судей Конституционного суда Украины, принятие новой конституции в 1996 году «обнулило» сроки и президентский срок Кучмы с 1999 года считается первым, а не вторым. Тем не менее Кучма от этой возможности отказался и в выборах 2004 года участвовать не стал.

### Чад
В 1990 году генерал Идрис Деби пришёл к власти в Чаде, совершив военный переворот. Сначала он пытался проводить демократические реформы и в 1996 году организовал конституционный референдум. В новой конституции появилось ограничение в два президентских срока по пять лет. В том же году состоялись выборы президента Чада, на которых Идрис Деби одержал победу, набрав 71,59 % голосов.
В 2001 году Деби бел переизбран на второй пятилетний срок. Однако в 2005 году он организовал конституционный референдум по внесению поправок в конституцию, на котором ограничение в два президентских срока было отменено. В 2006 году Деби был избран президентом в третий раз, а в 2011 году — в четвёртый. На президентских выборах 2016 года Деби был избран президентом в пятый раз.
В апреле 2021 года Деби принял участие в президентских выборах, предварительные результаты которых показали, что он вновь победил и стал президентом в шестой раз. Однако на следующий день Деби был неожиданно убит повстанцами «Фронта перемен и согласия в Чаде». После гибели Идриса Деби командующие вооружёнными силами Чада сделали заявление, что избранное правительство и парламент Чада распущены, создан Переходный военный совет во главе с сыном Идриса Деби — Махаматом Деби, который будет руководить страной в течение 18 месяцев.

## Альтернативы обнулению
По мнению политолога и автора российской версии журнала Forbes Александра Кынева, в мировой практике известны решения, альтернативные принятию нового закона или внесению изменений в конституцию и позволяющие лидеру сохранить контроль над политической системой, не занимая поста главы государства:
1. Создание специальной должности (например, председатель Центрального военного совета КНР Дэн Сяопин)
2. Перераспределение полномочий (например, переход от президентской к парламентской республике и наоборот — премьер-министр Армении Серж Саргсян)
3. Контроль за политической ситуацией через правящую партию (например, не занимает никаких постов в Грузии Бидзина Иванишвили)[66].

Альтернативным решением может быть Парламентская система, позволяющая лидеру победившей на выборах партии занимать пост премьер-министра неограниченное число сроков подряд. Так, премьер-министр Бангладеш, Шейх Хасина, занимала свою должность с 2009 года и до отставки в 2024 году на фоне массовых протестов, поскольку возглавляемая ею партия «Авами лиг» четыре раза подряд одерживала победу на всеобщих выборах. Ряд международных экспертов оценивают правление Хасины как «откат демократии», отмечая многочисленные нарушения на выборах и внесудебные казни. Аналогично автократия может устанавливаться при конституционной монархии, как, например, в Камбодже: премьер-министр Хун Сен занимал руководящий пост в стране с 1998 по 2023 годы благодаря тому, что его партия, Народная партия Камбоджи, выигрывала все без исключения выборы, проходившие в этот период.